# 降e小調
降E小調是從降E音開始的音樂的小調，組成的音有降E、F、降G、降A、降B、“降C”、“降D”及降E。降E小調是一個有六個降號的調。與升D小調異名同音。在和聲小調中，原本的降D音要被還原成D音。
它的關係調是降G大調，並行大調是降E大調。